# Лапуэнте, Мануэль
Мануэ́ль Лапуэ́нте Ди́ас (исп. Manuel Lapuente Diaz; 15 мая 1944, Мехико) — мексиканский футболист и футбольный тренер. Выступал на позиции нападающего.
Во главе сборной Мексики выиграл Золотой кубок КОНКАКАФ 1998 и Кубой конфедераций 1999.

## Карьера

### Игровая
Мануэль Лапуэнте в период с 1964-го по 1975 год выступал за четыре различных мексиканских клуба, а именно за «Монтеррей», «Некаксу», «Пуэблу» и «Атлас».
В период игровой карьеры, в 1967—1973 годах, нападающий также выступал и за сборную Мексики, в составе которой провёл 13 матчей и забил 5 мячей.

### Тренерская

#### Клубная
Став тренером, Лапуэнте возглавил один из своих бывших клубов, «Пуэблу», с которым уже в сезоне 1982/83 стал чемпионом Мексики. Уйдя из клуба в 1984 году и вернувшись в него вновь в 1988-м, Мануэлю удалось с «Пуэблой» выиграть ещё 3 титула, а именно ещё раз стать чемпионом Мексики (в сезоне 1989/90), стать обладателем Кубка Мексики 1989/90 и выиграть Кубок чемпионов КОНКАКАФ 1991. В дальнейшем Лапуэнте удалось вновь стать дважды чемпионом Мексики, но уже руководя клубом «Некакса», за который тренер выступал во время игровой карьеры. Под руководством Мануэля, «Некакса» выиграла два чемпионата Мексики подряд, а произошло это в сезонах 1994/95 и 1995/96. Также Лапуэнте выигрывал ещё один чемпионат Мексики с клубом «Америка» из города Мехико, а произошло это летом 2002 года. Последним клубным титулом в тренерской карьере Мануэля стала победа «Америки» в Кубке чемпионов КОНКАКАФ 2006.
С пятью чемпионскими титулами, Лапуэнте наряду с Хавьером де ла Торре делит третью строчку в рейтинге побед тренеров в чемпионатах Мексики. Выше разместились только Игнасио Трельес (7 титулов) и Рауль Карденас (6 титулов).
В 2011 году Лапуэнте был предложен пост вице-президента клуба «Америка» из города Мехико, и Мануэль согласился.

#### В сборной
Мануэль Лапуэнте выиграл со сборной Мексики два крупных турнира, среди которых победа в Золотом кубке КОНКАКАФ 1998 и Кубке конфедераций ФИФА 1999. На Кубке конфедераций 1999, мексиканцы в финале одолели сборную Бразилии со счётом 4:3.
Лапуэнте руководил сборной Мексики и на Чемпионате мира 1998, на котором мексиканцы дошли до стадии 1/8 финала, на которой со счётом 1:2 уступили сборной Германии.

## Достижения

### Тренерские
Сборная Мексики
- Обладатель Золотого кубка КОНКАКАФ: 1998
- Обладатель Кубка конфедераций: 1999
- Бронзовый призёр Золотого кубка КОНКАКАФ: 1991
- Бронзовый призёр Кубка Америки: 1999

 «Пуэбла»
- Чемпион Мексики (2): 1982/83, 1989/90
- Обладатель Кубка Мексики: 1989/90
- Обладатель Кубка чемпионов КОНКАКАФ: 1991

 «Некакса»
- Чемпион Мексики (2): 1994/95, 1995/96

 «Америка» Мехико
- Чемпион Мексики: 2002 (лето)
- Обладатель Кубка чемпионов КОНКАКАФ: 2006